# Christina Diggance
Christina Diggance (* 23. Januar 1966 in Saarbrücken) ist eine deutsche Politikerin der Partei Die Violetten – für spirituelle Politik (Die Violetten). Sie ist ausgebildete Hotelfachfrau. Am 28. Februar 2010 übernahm sie gemeinsam mit Markus Benz den Bundesvorsitz ihrer Partei von Bruno Walter, bis sie im Februar 2012 von Irene Garcia Garcia abgelöst wurde. Vor ihrer Wahl zur Bundesvorsitzenden war sie bereits als Landesvorsitzende ihrer Partei in Baden-Württemberg. Diggance ist verheiratet, hat drei Söhne und lebt in Ehingen (Donau).